# Shimpling
 (juillet 2018).
Si vous disposez d'ouvrages ou d'articles de référence ou si vous connaissez des sites web de qualité traitant du thème abordé ici, merci de compléter l'article en donnant les références utiles à sa vérifiabilité et en les liant à la section « Notes et références ».
Shimpling est une paroisse civile d'Angleterre, au Royaume-Uni, située dans le district de Babergh, comté du Suffolk.

## Histoire

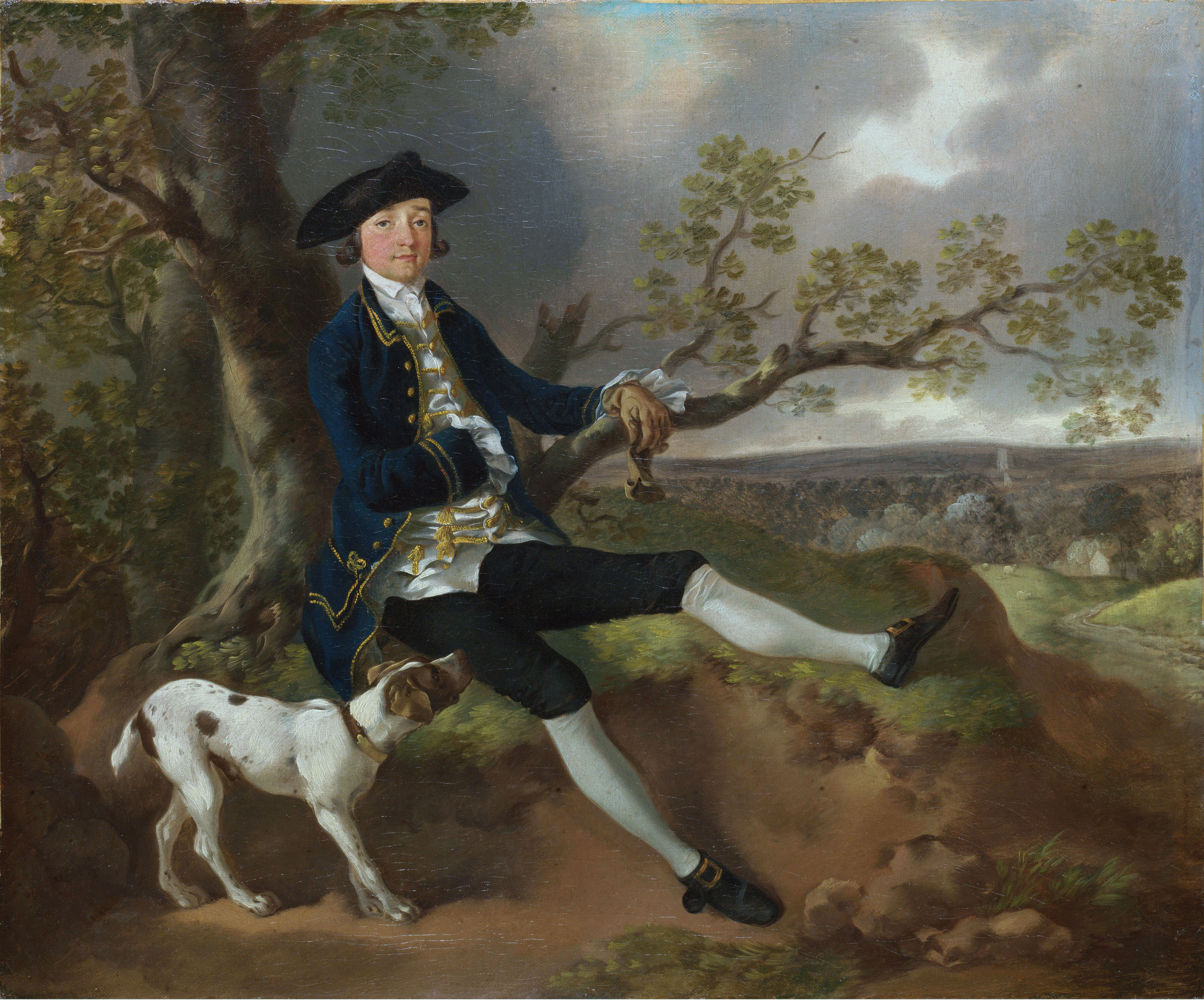
John Plampin, vers 1752
par Thomas Gainsborough
National Gallery

John Plampin (1727? - 1805) représenté par Thomas Gainsborough, a hérité de Shimpling et de Chadacre Hall, près de Lavenham, dans le Suffolk, en 1757.